# Hana to Hina wa hōkago
Hana to Hina wa hōkago (ハナとヒナは放課後?) es una serie de manga de comedia romántica escrita e ilustrada por Milk Morinaga. Fue serializado en la revista Comic High! de la editorial Futabasha desde el 22 de abril de 2015 hasta el 25 de noviembre de 2016. El manga fue publicado en idioma inglés por la editorial americana Seven Seas Entertainment.

## Argumento
Hana Hasegawa es una estudiante de segundo año de preparatoria que tiene un empleo temporal fuera de la escuela. Hasegawa es visitada por Hinako Emori, una cliente regular que busca un puesto en el lugar. Al darse cuenta de que la nueva empleada asiste a su misma escuela, Hasegawa y ella se llevan muy bien en el trabajo. La chica de segundo año se entera de que su amiga es modelo, su belleza le impresiona al punto de estar celosa cuando otros compañeros de clase le hablan a Emori. Se convierten en mejores amigas y poco a poco empiezan una relación romántica.

## Personajes
Hana Hasegawa (長谷川 花?)
Hasegawa es una estudiante de segundo año de preparatoria, es una chica de baja estatura, de buenos modales y estilo bastante regular. Tiene un empleo fuera de la escuela donde vende diversos productos. Es una chica dedicada que le gustan las cosas lindas y trabaja para comprarse mucha ropa que le gusta. Cuando conoce a Emori la ve como una chica bastante linda y poco a poco se va enamorando de ella.
Hinako Emori (森 ひなこ?)
Es llamada Hina, una estudiante de primer año. Es una chica alta y hermosa, obsesionada por la moda y los accesorios, esto le hace aparentar mayor edad. Es modelo y empleada en una tienda junto a Hasegawa. Es muy consciente de que se está enamorando de su amiga pero lo mantiene de forma discreta.
Maiko Ohno (大野 麻衣子?)
Compañera de clase de Emori. Lleva coletas y lentes.
Nakano (中野?)
Compañero de clase de Hasegawa.
Gerente (店長?)
Gerente de la tienda de lujo "Potpourri" donde Hana y Hina trabajan.

## Manga

#### Lista de volúmenes
| N.º | Título      | Fecha de lanzamiento | ISBN original          |
| --- | ----------- | -------------------- | ---------------------- |
| 1   | «Volumen 1» | 12 de enero de 2016  | ISBN 978-4-575-84740-6 |
| 2   | «Volumen 2» | 11 de junio de 2016  | ISBN 978-4-575-84812-0 |
| 3   | «Volumen 3» | 12 de enero de 2017  | ISBN 978-4-575-84916-5 |